# Thiago Emiliano da Silva
Thiago Emiliano da Silva, känd som Thiago Silva, född 22 september 1984 i Rio de Janeiro, är en brasiliansk fotbollsspelare (försvarare) som spelar för Fluminense. Han debuterade i det brasilianska landslaget 2008.

## Klubbkarriär
Den 14 juli 2012 skrev Silva ett femårskontrakt med Paris Saint-Germain. I december 2016 utökade han sitt kontrakt med klubben till 2020. 
Den 28 augusti 2020 värvades Silva av Chelsea, där han skrev på ett ettårskontrakt. Den 4 juni 2021 förlängde Silva sitt kontrakt med ett år. Den 3 januari 2022 förlängdes kontraktet med ytterligare ett år. Den 10 februari 2023 förlängdes kontraktet igen med ett ytterligare år. Den 29 april 2024 tillkännagav Silva att hans kontrakt inte kommer att förnyas bortom säsongens slut.
I maj 2024 blev Silva klar för en återkomst i Fluminense, där han skrev på ett tvåårskontrakt.

## Landslagskarriär
I november 2022 blev Thiago Silva uttagen i Brasiliens trupp till VM 2022.

## Meriter
Fluminense
- Copa do Brasil: 2007

AC Milan
- Serie A: 2010/2011
- Italienska supercupen: 2011

Paris Saint-Germain
- Ligue 1: 2012/2013, 2013/2014, 2014/2015
- Coupe de France: 2014/2015
- Coupe de la Ligue: 2013/2014, 2014/2015
- Trophée des Champions: 2013, 2014, 2015

Chelsea
- Uefa Champions League: 2020/2021
- Uefa Super Cup: 2021
- Fifa Club World Cup: 2021

Brasilien
- Fifa Confederations Cup: 2013

### Individuellt
- Fifa World XI Team: 2013, 2014 (Fifas världslag)

## Utmärkelser
- En av 55 som blev nominerade till Fifas världslag 2011[13]
- Bästa försvararen i Serie A säsongen 2010/2011